# Parlement van IJsland
Het Althing of Alding of Alting (IJslands: Alþingi) is het parlement van IJsland. Het is het oudste nog bestaande parlement.
Vanaf het jaar 930 belegden clanhoofden bijeenkomsten om geschillen op te lossen, regels op te stellen en huwelijken te bespreken. De bijeenkomsten werden þing (ding in het Nederlands) genoemd en de belangrijkste bijeenkomst werd Alþingi genoemd (van 'al' en 'þing', een ding voor allen ofwel een volksvergadering).
Ten tijde van het IJslands Gemenebest (930–1262), opgericht door uit het Scandinavisch Schiereiland afkomstige Vikingen, kwam het Althing bijeen in Þingvellir. Het Althing fungeerde destijds als wetgevend en rechtsprekend instituut (ding). In 1262 werd IJsland een Noorse kolonie en verloor het parlement zijn wetgevende functie. IJsland werd in 1380 een Deense kolonie en in 1800 werd ook de juridische functie overgenomen door het Deense hooggerechtshof. In 1845 werd het eigen parlement hersteld, maar ditmaal als een raadgevende vergadering ten dienste van de Deense kroon, totdat in 1874 het opnieuw zijn wetgevende functie begon uit te oefenen.